# Kommissar Bäckström
Kommissar Bäckström (Originaltitel: Bäckström) ist eine schwedische Krimiserie, die ab März 2020 von TV4 (Schweden) ausgestrahlt wurde. Sie basiert auf der Evert-Bäckström-Buchreihe von Leif G. W. Persson und ist eine neue Version der US-amerikanischen Serie Backstrom von 2015. In Deutschland wurde sie zuerst ab 4. Dezember 2020 in der ARD Mediathek angeboten und ab dem 12. Dezember 2020 von One ausgestrahlt. Bäckström ist eine Produktion der Yellow Bird (Produzenten: Georgie Mathew und Line Winther Skyum Funch) für C More/TV4 (ausführende Produzentin: Niva Westlin Dahl) in Koproduktion mit ARD Degeto und Film i Väst, wobei die Redaktion für die ARD Degeto bei Sebastian Lückel lag. Ursprünglich war die deutsche Serie als Dreiteiler geplant.

## Handlung
Protagonist der Serie ist der misanthropisch veranlagte Chefinspektor Evert Bäckström, der besonders stolz auf seine hohe Erfolgsquote ist – und dies lässt er auch allzu gern die junge Kommissarin Ankan Carlsson sowie die neue Staatsanwältin Hanna Hwass spüren. Bäckströms Spezialität sind Alleingänge und ein Großteil der Polizeiarbeit ist ihm zu profan. Seine wenig sensible Art macht ihn bei seinen Kolleginnen zunehmend unbeliebter und droht ihn schließlich auch beruflich ins Abseits zu befördern. Die Ermittlungen zu einem spektakulären Raubüberfall, der auf das Konto der russischen Mafia gehen könnte, überlässt der 58-jährige Chefinspektor gönnerhaft seiner jungen Kollegin Ankan Carlsson.

## Produktion
Gedreht wurde bis Anfang Juli 2019 in Göteborg, in der westschwedischen Provinz Västra Götalands län sowie an thailändischen Stränden und im Amüsierviertel von Bangkok. Im März 2021 war der Drehstart für die zweite Staffel, u. a. in Koproduktion mit ARD Degeto. Die Erstausstrahlung erfolgte im Frühjahr 2022 auf C More HD und TV4.
Die deutsche Erstausstrahlung der zweiten Staffel erfolgte ab Juli 2022 in der ARD Mediathek und im August 2022 in der ARD.

## Episodenliste

### Staffel 1
| Nr. (ges.) | Nr. (St.) | Deutscher Titel | Originaltitel | Erstausstrahlung Schweden | Deutschsprachige Erstausstrahlung (D) | Regie            | Drehbuch                           |
| --- | --------- | --------------- | ------------- | ------------------------- | ------------------------------------- | ---------------- | ---------------------------------- |
| 1 | 1         | Die Insel       | Episode 1     | 23. März 2020             | 12. Dez. 2020                         | Jonathan Sjöberg | Jonathan Sjöberg                   |
| Bäckström interessiert sich nur für Mord. Als sein Nachbarsjunge bei einem Pfadfinderausflug den Schädel einer Frau entdeckt, wittert er einen prestigeträchtigen Fall. |           |                 |               |                           |                                       |                  |                                    |
| 2 | 2         | Der Schädel     | Episode 2     | 23. März 2020             | 12. Dez. 2020                         | Jonathan Sjöberg | Jonathan Sjöberg                   |
| Der gefundene Schädel stammt von einer gewissen Jaidee, die laut Aktenlage bei dem Tsunami in Thailand ums Leben gekommen sein soll. Bäckström und seine Kollegin Carlsson ermitteln. Die ehrgeizige Staatsanwältin Hanna Hwass ist wenig begeistert von Bäckströms Überheblichkeit und trifft sich heimlich mit seinem Erzfeind, Strafverteidiger Tomas Eriksson. |           |                 |               |                           |                                       |                  |                                    |
| 3 | 3         | Der Tsunami     | Episode 3     | 30. März 2020             | 12. Dez. 2020                         | Jonathan Sjöberg | Jonathan Sjöberg                   |
| Bäckström fliegt auf eigene Faust nach Thailand und versucht die damaligen Ereignisse zu rekonstruieren. Bald meint er einem raffinierten Betrug auf der Spur zu sein. Unterdessen steht er zu Hause im Verdacht, korrupt zu sein. Staatsanwältin Hwass will dies nutzen, um ihn mithilfe seiner Kollegin Carlsson loszuwerden. |           |                 |               |                           |                                       |                  |                                    |
| 4 | 4         | Die Freundin    | Episode 4     | 6. Apr. 2020              | 19. Dez. 2020                         | Amanda Adolfsson | Dennis Magnusson                   |
| Bäckström kehrt mit der Gewissheit aus Thailand zurück, einem raffinierten Betrug auf der Spur zu sein. Statt bei einer Razzia gegen die Russenmafia mitzumachen, trifft er sich lieber mit seiner Geliebten Tina Bonde. Der Großeinsatz wird zum Fiasko: Offenbar wurde der Unterweltboss gewarnt. Bäckström gerät unter Verdacht, die undichte Stelle zu sein. Auch die Korruptionsvorwürfe aus einem früheren Fall, die Staatsanwältin Hwass ausgrub, werden immer bedrohlicher. Mit Alleingängen befördert sich Bäckström immer mehr ins Abseits. |           |                 |               |                           |                                       |                  |                                    |
| 5 | 5         | Das Versteck    | Episode 5     | 13. Apr. 2020             | 19. Dez. 2020                         | Amanda Adolfsson | Dennis Magnusson, Jonathan Sjöberg |
| Bäckström und seiner Geliebten Tina Bonde gelingt es, den zwischenzeitlich entführten Nachbarsjungen unversehrt zu finden. Was der Nachwuchsdetektiv dem Ermittler und der Staatsanwältin Hwass berichtet, lenkt einen schweren Verdacht auf den Leiter der Pfadfindergruppe. Obwohl suspendiert, möchte Bäckström den Fall wieder übernehmen – notfalls auf eigene Faust und mit seinem neuen „Juniorpartner“. Unterdessen sucht seine Kollegin Carlsson, die den russischen Unterweltboss jagt, nach der undichten Stelle bei der Polizei.          |           |                 |               |                           |                                       |                  |                                    |
| 6 | 6         | Das Urteil      | Episode 6     | 20. Apr. 2020             | 19. Dez. 2020                         | Amanda Adolfsson | Dennis Magnusson, Jonathan Sjöberg |
| Bäckström hat einen brutalen Anschlag überlebt. Stärker als der Schmerz seiner Verletzungen ist jedoch die Enttäuschung, sich in Tina Bonde getäuscht zu haben – sie hat die Informationen an den russischen Unterweltboss weitergegeben. Im Mordfall von Jaidee muss er erkennen, dass ihn seine Intuition auf die falsche Spur geführt hat. Der zynische Strafverteidiger Tomas Eriksson ist seit gemeinsamen Pfadfindertagen mit den beiden Verdächtigen befreundet. Bäckström setzt auf eine unkonventionelle List.                               |           |                 |               |                           |                                       |                  |                                    |

### Staffel 2
Im Mittelpunkt der zweiten Staffel steht das Mysterium um eine wertvolle Pinocchio-Figur, die allen Besitzern Unglück brachte. Bäckström verheimlicht dabei seinen Kollegen wichtige Informationen.
| Nr. (ges.) | Nr. (St.) | Deutscher Titel | Originaltitel | Erstausstrahlung Schweden | Deutschsprachige Erstausstrahlung (D) | Regie         | Drehbuch                           |
| ---------- | --------- | --------------- | ------------- | ------------------------- | ------------------------------------- | ------------- | ---------------------------------- |
| 7          | 1         | Der Schatz      | Avsnitt 1     | 28. Feb. 2022             | 7. Aug. 2022                          | Andreas Öhman | Dennis Magnusson, Jonathan Sjöberg |
| 8          | 2         | Der Verdacht    | Avsnitt 2     | 28. Feb. 2022             | 7. Aug. 2022                          | Andreas Öhman | Dennis Magnusson, Jonathan Sjöberg |
| 9          | 3         | Das Verhör      | Avsnitt 3     | 7. März 2022              | 14. Aug. 2022                         | Andreas Öhman | Dennis Magnusson, Jonathan Sjöberg |
| 10         | 4         | Das Opfer       | Avsnitt 4     | 14. März 2022             | 14. Aug. 2022                         | Manuel Concha | Dennis Magnusson, Jonathan Sjöberg |
| 11         | 5         | Das Ultimatum   | Avsnitt 5     | 21. März 2022             | 21. Aug. 2022                         | Manuel Concha | Dennis Magnusson, Jonathan Sjöberg |
| 12         | 6         | Die Bombe       | Avsnitt 6     | 28. März 2022             | 21. Aug. 2022                         | Manuel Concha | Dennis Magnusson, Jonathan Sjöberg |

### Staffel 3
| Nr. (ges.) | Nr. (St.) | Deutscher Titel    | Originaltitel                   | Erstausstrahlung Schweden | Deutschsprachige Erstausstrahlung (D) | Regie            | Drehbuch                           |
| ---------- | --------- | ------------------ | ------------------------------- | ------------------------- | ------------------------------------- | ---------------- | ---------------------------------- |
| 13         | 1         | Der ungelöste Fall | Avsnitt 1 - Operation Palma     | 24. Apr. 2024             | 21. Juli 2024                         | Jonathan Sjöberg | Jonathan Sjöberg                   |
| 14         | 2         | Die Informantin    | Avsnitt 2 - Dolores             | 1. Mai 2024               | 21. Juli 2024                         | Jonathan Sjöberg | Dennis Magnusson                   |
| 15         | 3         | Das Erbe           | Avsnitt 3 - Costa               | 8. Mai 2024               | 28. Juli 2024                         | David Berron     | Jonathan Sjöberg, Dennis Magnusson |
| 16         | 4         | Das Blut der Erde  | Avsnitt 4 - Bäckströms blodröda | 15. Mai 2024              | 28. Juli 2024                         | Jonathan Sjöberg | Jonathan Sjöberg, Dennis Magnusson |
| 17         | 5         | Die Übergabe       | Avsnitt 5 - Vän eller fiende    | 22. Mai 2024              | 11. Aug. 2024                         | David Berron     | Dennis Magnusson                   |
| 18         | 6         | Die Rache          | Avsnitt 6 - Örnen har landat    | 29. Mai 2024              | 11. Aug. 2024                         | Jonathan Sjöberg | Jonathan Sjöberg                   |

## Rezeption

### Schweden
In Schweden lobte Mattias Bergqvist von Expressen die Darstellung:  „Kjell Bergqvist verleiht Bäckström eine faszinierende Mischung aus Arroganz und Verletzlichkeit, die den Zuschauer fesselt.“

### Deutschland
Eric Leimann von Prisma.de schrieb: „Bäckström ist nicht nur ein ungeduldiger Jäger, sondern auch in der ungewohnten Rolle des Gejagten sehenswert.“
Christian Buß von der taz urteilte: „Kommissar Bäckström, so vielleicht 50+, ist ein arrogantes Arschloch und ein eitler Gockel, der andere schnell verletzt. Der komplizierte Typ ist bindungsunfähig, aber ein toller Hecht, wie er es wohl selbst nennen würde. Nun ja, er ist recht eigenwillig, aber eben auch brillant, weshalb man ihm viel durchgehen lässt.“
Die SWR3-Redaktion ergänzte: „Evert Bäckström ist ein Kameradenschwein, ein selbstgefälliger Intrigant, er ist korrupt und sexistisch und schlichtweg eine menschliche Katastrophe. Trotzdem hat er immer wieder Glück bei seinen Ermittlungen und gilt deshalb als guter Kriminalist.“

### Schweiz und Österreich
Die Redaktion des „Kurier“ (TV-Tipps) schrieb: „Ein Krimi, der mit einem Ermittler aufwartet, der so gar nicht ins Schema passt.“